# تار عنکبوت

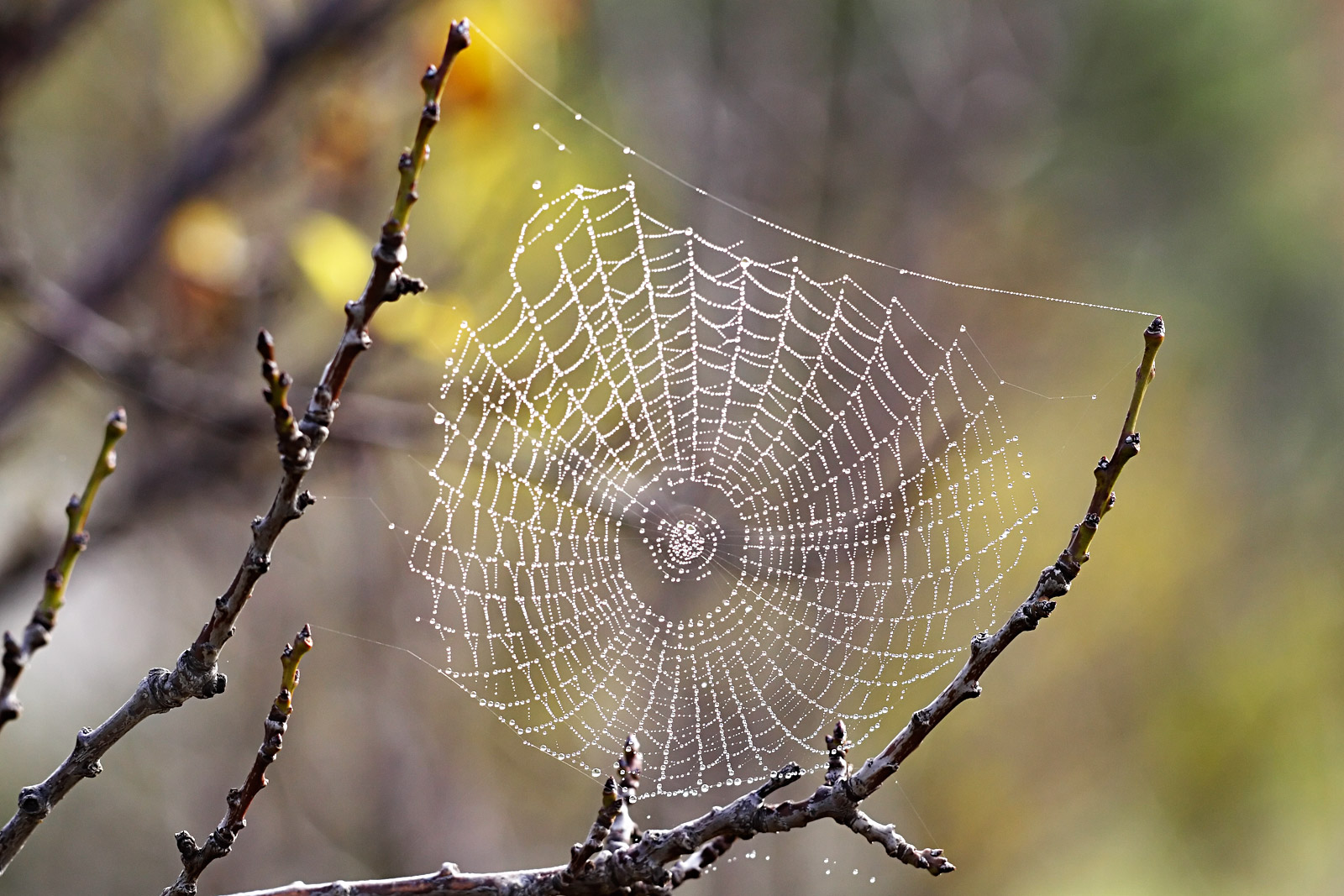
یک تار عنکبوت

شبکه‌ای از رشته‌ های پروتئینی است که توسط عنکبوتها تنیده می‌شود. این پروتئین سرشار از آمینو اسیدهای آلانین و گلیسین است. بیشتر رشته‌های پلی پپتیدی سازندهٔ این پروتئین، به صورت صفحات بتا آرایش یافته‌اند. این صفحات در زمینه‌ای از رشته‌های آمینو اسید به صورت صفحات آلفا جای گرفته‌اند مارپیچ های آلفا با بی‌نظمی زیادی به هم پیچیده‌اند و همین بی‌نظمی باعث خاصیت کشسانی تار می‌شود.
یکی از ویژگی‌های جالب تار عنکبوت این است که مقدار زیادی نمک و مواد ضد باکتری و ضد قارچ دارد که در برابر حملهٔ باکتری‌ ها و قارچ‌ ها از آن محافظت می‌کند.
همهٔ عنکبوتان تار می‌تنند که معمولاً به صورت رشته‌ای پروتئینی از غده های تارتنِ انتهای شکمشان ترشح می‌شود.
این تارها ابتدا به صورت مایع هستند و به شکل نخ نازکی از بدن عنکبوت خارج می‌شوند و سپس در تماس با هوا خشک شده و مانند نخ می‌شوند. قطر تار عنکبوت حدود یک دهم تار موی انسان است. این تارهای صاف و شفاف، بسیار نرم و سبک و در عین حال بسیار مقاوم هستند. حتی می‌توان گفت تار عنکبوت از فولاد  هم سخت‌تر است.

## نحوهٔ تولید تار
عنکبوت از آب به عنوان حلال پروتئین ابریشم خود استفاده می‌کند. در عنکبوت مجرای تار ریسی وجود دارند. در بخش ابتدای هر مجرا، غده‌های ترشحی وجود دارند که پروتئین سازندهٔ تار را ترشح می‌کنند. در این قسمت مولکول‌های پروتئین در حلال آب غوطه ورند و حالت بلور مایع دارند. در بخش دوم مجرا، پمپ‌های پروتون، فعالانه یون‌های H+ را به درون مجرا ترشح و آن جارا اسیدی می‌کنند که در این محیط، از خاصیت آب‌دوستی بلور مایع کاسته می‌شود. در نتیجه، ملکول‌های آب از ابریشم تار جدا و به کمک پمپ Na+/K+ATPase از مجرا برداشته می‌شوند. مجرای تار ریسی در انتهای خود باریک‌تر می‌شود. در نتیجهٔ نیرویی که از عقب و دیوارهٔ مجرا به بلور مایع وارد می‌ شود، این بلور شکل رشته مانندی به خود می‌گیرد و با برداشت ملکول‌های آب حالت جامد تری پیدا می‌کنند. بخش بعدی مجرا نقش مرکز کنترل کیفیت را دارد و در صورتی که پیوستگی تار مشکل داشته باشد، آن را بر طرف می‌کند. بخش انتهایی مجرا، محل خروج تار ریسیده شده‌است. چون در این بخش، تار حالت جامد تری به خود می‌گیرد، غده های ویژه‌ای مواد لغزنده‌ کننده‌ای را به سطح داخلی مجرا ترشح می‌کنند تا خروج تار تسهیل شود.

## سرعت تنیدن تار توسط عنکبوت
عنکبوت‌ها تارهای خود را در سرعت‌های مختلف و متفاوتی می‌بافند. هیچ ۲ تار عنکبوتی را نمی‌توان یافت که شبیه به هم باشد. هر عنکبوت به‌طور متوسط حدود یک ساعت برای بافتن استادانه یک تار در اندازه متوسط بدون هیچ کوششی وقت می‌گذارد. این زمان با بزرگ بودن تار افزایش می‌یابد. عنکبوت تار خود را دایره شکل حول یک محور می‌بافد و خطوطی را در بین آن‌ها ایجاد می‌کند. بافتن شبکه‌ای تار به قصد گرفتن حشرات و تغذیه از آن هاست. عنکبوت با این کار منطقه وسیعی را می‌تواند در تصرف خود در بیاورد که بعد از هر بار تخریب یا صدمه دیدن تارها آن‌ها را بلافاصله ترمیم می‌کنند. همچنین عنکبوت‌ها معمولاً شبزی بوده اما برای سرکشی به تورها و طعمه‌های خود روزها هم از مخفیگاه خود خارج می‌شوند

## کاربردهای تار عنکبوت
تار عنکبوت مقاومت بالایی دارد و در عین حال بسیار سبک و انعطاف‌پذیر است از این رو برخی آن را فولاد زنده نامیده‌اند. این فولاد آن قدر محکم است که می‌توان از آن توری ساخت؛ و با آن یک بوئینگ ۷۴۷ را متوقف کرد و در عین حال، آن قدر سبک و انعطاف‌پذیر است که می‌توان از آن لباس تهیه کرد. بنابراین، کاربردهای آن در پزشکی و صنعت زیاد است.

## کاربرد در پزشکی
به دلیل محکمی و در عین حال انعطاف‌پذیری، می‌توان از آن برای تهیهٔ نخ جراحی، زردپی و رباط مصنوعی و دستکش‌های جراحی بهره برد. تار عنکبوت نقش ضدعفونی‌کننده و پانسمانی نیز دارد؛ زیرا عنکبوت برای حفاظت تار پروتئینی خود در برابر باکتری و قارچ‌ها، تارش را به مواد ضد باکتری و ضد قارچ آغشته می‌کند. از این رو 

## کاربرد در صنعت
- تولید طناب‌های بسیار محکم برای کوهنوردی، چتر نجات
- تولید تورهای ماهیگیری محکم
- تولید لباس غواصی مقاوم در برابر کوسه‌ها
- تولید لباس ضد گلوله

خلق مواد برتر با تقلید از عنکبوت
پژوهشگران دانشگاه کالیفرنیا در لس آنجلس (UCLA) بر این باورند که با مطالعه توانمندی عنکبوت‌ها در تنیدن تار می‌توان به راز تولید مواد قوی تر و بهتر پی برد. بنابر اظهار نظر توماس هان، استاد دانشگاه مکانیک و هوا فضا دانشگاه کالیفرنیا و فرانک کو استاد دانشگاه در کسل، مهندسان می‌توانند با تقلید از قدرت عنکبوت در تنیدن تار، فرایند طراحی مواد را بهبود بخشند. به این ترتیب آن‌ها می‌توانند کارایی محصولات گوناگونی را از راکت تنیس گرفته تا بمب افکن استیلث بهبود بخشند. آزمایش‌های انجام شده توسط پروفسور کو نشان می‌دهند که تار عنکبوت در برابر تغییر خواص، فوق‌ العاده مقاوم است و می‌توان آن را در هوا یا زیر آب تنید.
الیاف تار عنکبوت و ظرافت آن – قطری در حدود ۰٫۰۲ میکرون – برتری‌های فراوانی دارند. ویژگی‌های ذاتی تارعنکبوت برای مهندسان که در حال طراحی مواد برای مشتریان و بازار صنعتی هستند، بسیار جذاب است. پروفسور هان می‌گوید: «به‌طور معمول می‌توان موادی فوق‌العاده قوی ساخت ولی با این کار چقرمگی کاهش می‌یابد. هم چنین می‌توان موادی با چقرمگی فوق‌العاده بالا ساخت ولی استحکام کاهش خواهد یافت. ترکیب این دو ویژگی همان گونه که در تار عنکبوت مشاهده می‌شود، هدف ماست .»
پروفسور کوکه سال هاست عمر خود را صرف مطالعه الیاف عنکبوت کرده‌است، در ژانویه ۲۰۰۲ به دوست و همکار قدیمی خود پروفسور هان در UCLA پیوست تا چند پروژه پژوهشی را رهبری کند. این پروژه‌ها تحت تأثیر ویژگی‌های چشمگیر تار عنکبوت تعریف شده‌اند.
به عنوان مثال پروفسور هان، یک پلیمر را که با ذرات نانومتری تهیه شده توسط پروفسور ریچارد کانر در دانشکده شیمی دانشگاه کالیفرنیا تقویت می‌کند تا بتواند یک نانو کامپوزیت قوی تر با کارایی بهتر بسازد. پروفسور هان با یک پلیمر پایه (شبیه به ماده بیولوژیکی است که عنکبوت برای تنیدن تارش استفاده می‌کند) آغاز کرده و ذرات نانومتری با ویژگی‌های مشخص را به آن می‌افزاید تا کامپوزیت‌هایی با کارایی‌های گوناگون بسازد. پروفسور کو می‌گوید: «یک عنکبوت قدرت فوق‌العاده‌ای در تغییر ویژگی‌های تارش برای کارهای گوناگون دارد. این همان چیزی است که ما به دنبال آن هستیم .»
پروفسور هان توانست با افزودن نانو صفحات گرافیتی، ماده‌ای با خواص الکترو مغناطیسی بهتر از جمله رسانایی بالا تهیه کند. این ویژگی در ساخت هواپیما بسیار مهم است. پروفسور هان می‌گوید: «دیگر نباید نگران امواج الکترو مغناطیس و بارهای الکترو استاتیک که با عملکرد اجزای الکترونیکی تداخل می‌کنند باشید .» او می‌افزاید: «اگر رعد و برق به بال هواپیما که با مواد ضعیف ساخته شده‌است برخورد کند یک سوراخ بزرگ در آن ایجاد می‌کند .» قابلیت افزایش کارایی یک کامپوزیت صنایع گوناگون را بهره‌مند می‌سازد. پروفسور هان که مدت سی سال است با نیروی دریایی و نیروی هوایی آمریکا کار می‌کند، اشاره می‌کند که محرکی قوی برای به‌کارگیری مواد با کارایی بالا در صنایع هوا فضا وجود دارد. کاربردهای فضایی، ماهواره‌ها و هواپیماهای استیلث همگی به دقت بالا، کنترل حرارت، کنترل سفتی، پایداری و جذب رادار نیاز دارند .»
اگرچه بکارگیری ذرات میکرونی در طراحی مواد مدت‌های زیادی است معمول است، پروفسور هان ذرات نانومتری را برای افزایش کارایی مواد به کار گرفته‌است. او می‌گوید: «هنگام به‌کارگیری ذرات با اندازه میکرونی استحکام کاهش می‌یابد، در حالی که با استفاده از ذرات نانومتری، کارایی‌هایی هم چون ویژگی‌های الکترو مغناطیسی ماده افزایش می‌یابند، بدون این که استحکام آن دچار کاستی شود .»
پروفسور کو می‌گوید: «فناوری نانو به ما اجازه می‌دهد به آن چیزی که تأثیر کوانتومی نامیده می‌شود، دست یابیم .» این تأثیر کوانتومی است که علت افزایش کارایی به صورت فزاینده، سریع تر شدن واکنش‌های شیمیایی و حرکت الکترون‌ها و هدایت بهتر حرارت را توضیح می‌دهد. در مقیاس نانو، به علت ریز بودن مواد و چسبندگی اتم‌ها ماده قوی تر می‌شود.
در حالی که پروفسور هان آزمایش‌هایی برای افزایش کارایی نانو کامپوزیت‌ها انجام می‌دهد، پروفسور کو روی الیاف و نانو کامپوزیت‌های به شکل الیاف کار می‌کند. پروفسور کو معتقد است یک وجه مهم تارعنکبوت، شکل رشته‌ای آن است. در حالی که یک عنکبوت قادر است دسته‌ای از تارهای خود را بدون هیچ کوشش قابل ملاحظه‌ای تولید کند، انسان باید فرایندهایی همانند ریسندگی الکترواستاتیک یا الکترو ریسندگی را برای تولید الیاف در مقیاس نانو به کار گیرد.
فرایند الکترو ریسندگی، قابلیت ساخت الیافی با قطر کمتر از ۱۰۰ نانومتر، ۱۰۰۰ برابر نازک‌تر از موی انسان را داراست. برای ریسندگی یک پلیمر مایع با دستگاهی شبیه به سوزن روی یک صفحه متصل به زمین، از بار الکتریکی استفاده می‌شود. این الیاف فوق‌العاده ظریف دارای خلل و فرج بسیاری بوده و سطح ویژه بالایی دارند، از نظر تجاری و علمی نانو الیاف به شدت مورد توجه قرار گرفته‌اند.
به گفته پروفسور کو یکی از برتری‌های شکل رشته‌ای، قابلیت فرم دهی آن به شکل دلخواه است. یک ورق صلب را نمی‌توان به هر شکلی درآورد، در حالی که الیاف را می‌توان به شکل‌های هندسی گوناگون شکل‌دهی کرد.
به دلایل مشابه، پروفسور هان از ذرات نانومتری برای افزایش ویژگی‌های یک پلیمر استفاده می‌کند. پروفسور کو می‌گوید: «نانو الیاف به جهات مختلف از الیاف میکرونی بهترند. نانو الیاف سطح بیشتری برای کار کردن دارند. هنگامی که شما ماده‌ای با قطر بسیار کم در اختیار دارید، سطح زیادی برای واکنش شیمیایی در اختیار دارید؛ یعنی وقتی ضخامت بسیار کم باشد، با مقدار ماده مساوی، قابلیت واکنش ماده با دیگر مواد بهتر است .»
کاربردهای بالقوه مواد ساخته شده با نانو ذرات، طیف وسیع و شناخته شده‌ای دارند. این کاربردها عبارتند از کامپیوترهای همراه، مخازن ذخیره انرژی هیدروژنی و دارو رسانی. حوزه الکتریک نیز تحت تأثیر نانو ذرات قرار گرفته‌است. سیم‌ها و لوازم الکترونیک کوچک‌تر شده‌اند ولی به لحاظ قدرت و سرعت رشد یافته‌اند. سازندگان لوازم صنعتی نیز فناوری نانو را برای ساخت لوازم ورزشی از جمله راکت تنیس به کار می‌گیرند.
پروفسور کو می‌گوید: «ممکن است عنکبوت‌ها هنوز پاسخ‌های بیشتری برای مهندسان در زمینه ساخت مواد برتر و محصولات بهتر داشته باشند .» پروفسور کو، تار عنکبوت را یکی از جذاب‌ترین مواد موجود در طبیعت می‌داند. به گفته او می‌توان از عنکبوت‌ها نکات بیشتری را فرا گرفت و هنوز رازهایی برای حل باقی‌مانده‌است.
1. ↑  مه (07/9/2024). "عنکبوت". https://farsi.khamenei.ir/ (به آسامی). {{cite web}}: Check date values in: |تاریخ= (help); External link in |وبگاه= (help)